# L'amore coniugale
L'amore coniugale è un film del 1970, diretto da Dacia Maraini.

## Trama
Silvio Pantaneo, dopo vari anni vissuti a Roma come giornalista, decide di ritornare a vivere, insieme alla moglie Leda, nella villa familiare nobiliare di Bagheria. Silvio così abbandona la carriera di giornalista perché vuole dedicarsi esclusivamente alla stesura del suo primo romanzo. Nel frattempo, viene avvicinato da tre giovani sindacalisti che gli chiedono di fare un articolo sul loro giornale locale, affinché possano denunciare il sindaco sul piano regolatore della città. Silvio però non vuole più realizzare articoli giornalistici, perché è concentrato esclusivamente sul suo romanzo.
Le sue giornate trascorrono con l'incontro mattutino con il barbiere Antonio, che viene a casa ogni giorno per radergli la barba, la stesura del romanzo e gli incontri con la sua amata moglie Leda. Lei per spronarlo alla scrittura gli propone di non avere rapporti sessuali fino alla conclusione dello scritto. Silvio accetta non troppo convinto. Mentre Leda dal canto suo cerca di occuparsi della riorganizzazione della villa, ma si trova ad affrontare l'ostilità di coloro che dovrebbero aiutarla nelle mansioni domestiche e nella cura dei terreni. 
Un giorno ricevono la visita del Signor Valenza che, in rappresentanza dei familiari di Silvio, gli propone di vendere l'agrumeto affinché si possa trasformare in area edilizia, ma Silvio rifiuta con fermezza. I giorni passano e Silvio continua sempre più concentrato nella stesura del libro, ma a causa del suo rifiuto di vendere, inizia anche a subire dei piccoli dispetti come la deviazione dell'acqua dai terreni coltivati. 
Quando finalmente termina il romanzo, rileggendolo si rende conto che ha scritto un mediocre romanzo e quando cerca la moglie per avvertirla del suo risultato, scopre che Leda lo tradisce con il barbiere Antonio. Silvio aspetta, in silenzio, il ritorno della moglie e quando rientra in villa Leda, facendo finta che non fosse successo nulla, le legge l'intero romanzo che tratta proprio della loro storia d'amore. Al termine della lettura, anche la moglie concorda che non è un ottimo lavoro perché la protagonista, cioè lei, viene troppo idealizzata e che non vengono assolutamente menzionati i difetti che può avere.
Nauseato dal risultato, Silvio decide quindi di bruciare il romanzo, che ritiene troppo idealistico e mentre brucia il romanzo, degli ignoti bruciano anche l'agrumeto. Silvio così decide di vendere tutto e di abbandonare per sempre Bagheria per far ritorno con la moglie Leda a Roma.

## Colonna sonora

### Tracce
1. Luisa dove sei di Salvatore Ruisi
2. I've lost you di Johnny Davil
3. L'amicizia di Herbert Pagani
4. Sono io di Miranda Martino
5. Morning di Johnny Davil
6. Il mio amore di Peppino Gagliardi
7. Ahi le Hawai di Herbert Pagani
8. Questo pomeriggio di Ada Mori
9. Insieme a lei di I Gens
10. Che vuole questa musica stasera di Peppino Gagliardi
11. Married Life (L'amore coniugale) di Lally Stott